# WW Близнецов
WW Близнецов (лат. WW Geminorum), HD 253102 — двойная затменная переменная звезда типа Беты Лиры (EB) в созвездии Близнецов на расстоянии (вычисленном из значения параллакса) приблизительно 7214 световых лет (около 2212 парсек) от Солнца. Видимая звёздная величина звезды — от +10,5m до +9,9m. Орбитальный период — около 1,2378 суток.
Открыта Фридрихом Лаузе в 1930 году**.

## Характеристики
Первый компонент — бело-голубая звезда спектрального класса B6, или B5. Масса — около 4,39 солнечной, радиус — около 4,13 солнечного, светимость — около 891,251 солнечной. Эффективная температура — около 15500 К.
Второй компонент — бело-голубая звезда спектрального класса B. Масса — около 2,11 солнечной, радиус — около 3,11 солнечного, светимость — около 169,824 солнечной. Эффективная температура — около 11845 К.